# Révolutions de 1917 à 1923

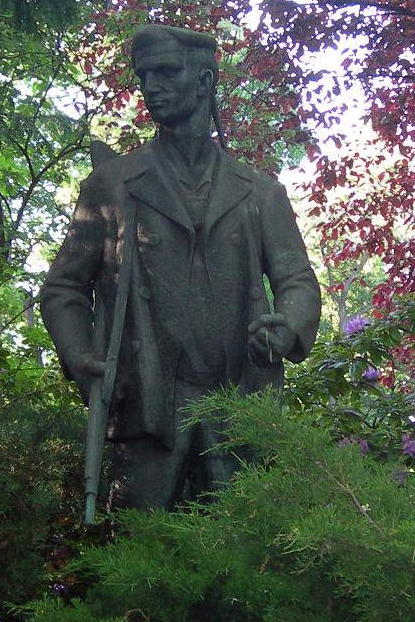
Statue d'un soldat révolutionnaire; mémorial à la révolution allemande de 1918-1919 à Berlin-Est.

Les révolutions de 1917 à 1923 formèrent une vague révolutionnaire (en) déclenchée, généralement, par la fin de la Première Guerre mondiale, et les révolutions russes de 1917 en particulier. Certains historiens datent la fin de la vague en 1919 ou 1921.

## Révolutions communistes

### Russie
Déchiré par la guerre de la Russie impériale, la révolution de Février renversa la monarchie et les bolcheviks prirent le pouvoir lors de la révolution d’Octobre. Le parti communiste en pleine ascension retira bientôt la Russie de la guerre avec l'Allemagne impériale sur le front de l’Est, puis lutta contre ses rivaux politiques dans la guerre civile russe, y compris contre les forces d'invasion des puissances alliées. En réponse à Lénine, au parti bolchevique et à l'Union soviétique naissante, les anti-communistes issus d'un large assortiment de factions idéologiques engagèrent la lutte contre eux. Parmi eux se trouvaient le mouvement contre-révolutionnaire Blanc et l'armée nationaliste verte, les divers mouvements nationalistes en Ukraine après la révolution russe et dans d'autres soi-disant nouveaux États comme ceux en Transcaucasie et en Asie centrale soviétique, via la Troisième Révolution d’inspiration anarchiste et la révolte de Tambov. En 1921, faisant face à un boycott commercial organisé par les pays capitalistes, à l'épuisement et à la famine, même des éléments dissidents de l'Armée rouge se révoltèrent contre l'État communiste, comme lors de la révolte de Kronstadt. Toutefois, la tentative de restauration des anciens rapports de propriété féodaux et les pogroms qui suivaient les victoires du mouvement blanc, ainsi que des actions de solidarité avec la république des travailleurs, des travailleurs à l'étranger (comme les dockers anglais) furent les facteurs qui facilitèrent la reconquête par l'Armée rouge épuisée, et conduisit à la défaite finale des Blancs et de l'intervention impérialiste. Les années de combats suite débordèrent des frontières de l'ancien Empire russe, le régime bolchevique pratiquement dirigeant la formation d’États comme la république populaire de Mongolie. Dans ce processus de la révolution et de contre-révolution, l'Union des républiques socialistes soviétiques (URSS) naquit en 1922.

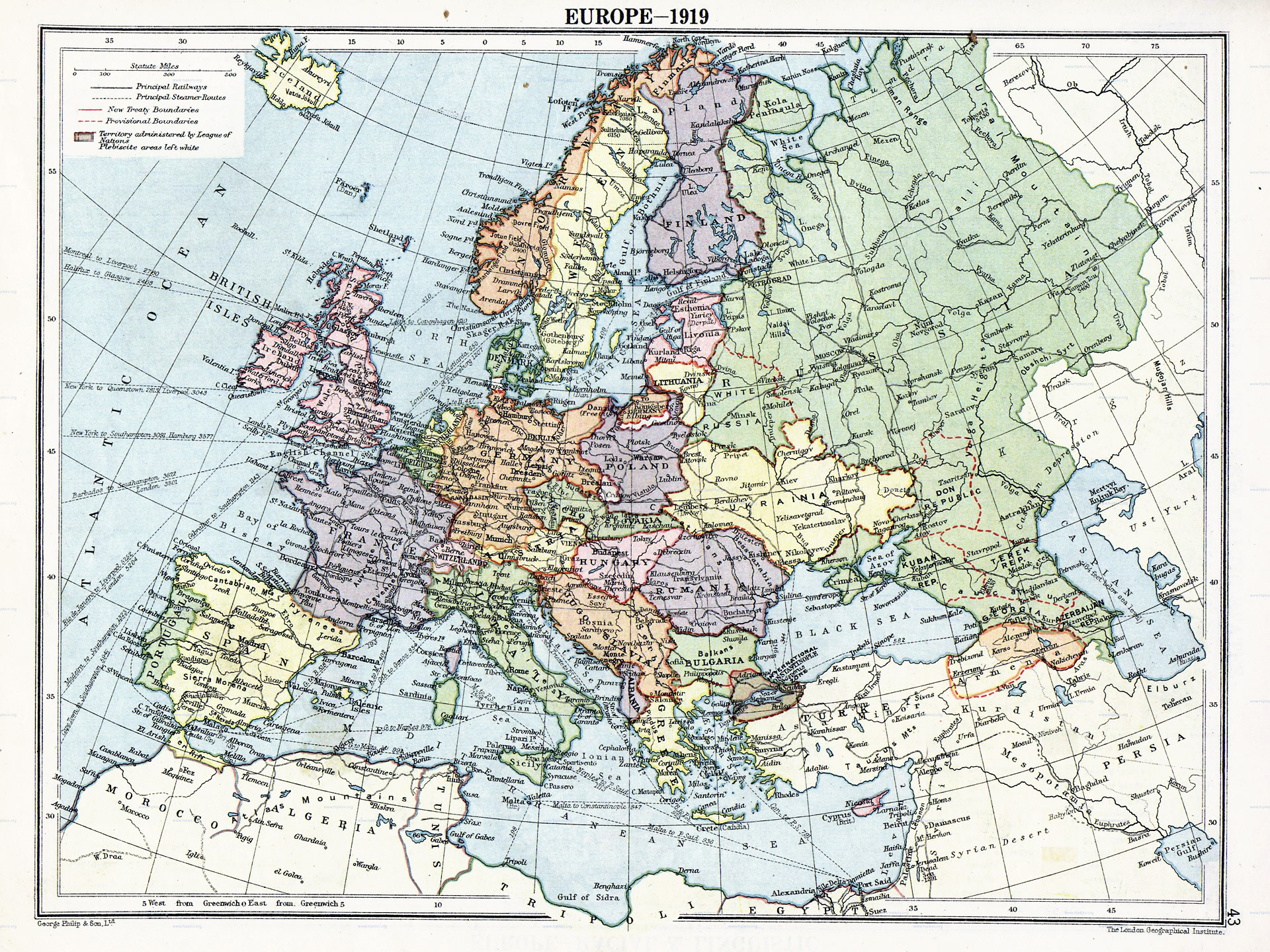
Les divisions politiques de l'Europe en 1919 après les traités de Brest-Livotsk et de Versailles et avant les traités de Trianon, de Kars et de Riga et la création de l'Union soviétique et de la république turque.

### Europe centrale
Les victoires léninistes inspirèrent également une poussée du mouvement communiste mondial: la grande révolution allemande et sa progéniture, comme la république soviétique bavaroise, ainsi que la révolution voisine en Hongrie, et la Biennio rosso en Italie en plus de divers petits soulèvements, manifestations et grèves, toutes n'aboutirent pas.

### États-Unis et ailleurs
Elles provoquèrent également un contrecoup, dont la première peur rouge aux États-Unis et l'effondrement du libéralisme économique dans la plupart des pays d'Europe centrale, d’Europe de l'Est et d’Europe du Sud au cours de la décennie suivante.
Les bolcheviks cherchèrent à coordonner cette nouvelle vague de révolution via l'Internationale communiste, sous influence soviétique, tandis que les nouveaux partis communistes séparés de leurs anciennes organisations socialistes et les plus anciens de la Deuxième Internationale, plus modérée. Malgré ses ambitions de révolution mondiale, le mouvement Komintern avait connu plus de revers que de succès, jusqu'à ce que la victoire soviétique à la fin de la Seconde Guerre mondiale apporta une multiplication rapide des pays communistes.

### Chine
Dans la Chine impériale, la révolution non-communiste de 1911 avait renversé la monarchie, mais pas réussi établir la nouvelle république de Chine. Avec l'approbation soviétique, le parti nationaliste Kuomintang s’allia avec le parti communiste chinois pour lutter dans la plupart des zones soumises à un seigneur de guerre pour réunifier la Chine, jusqu'à ce que la victoire permit aux nationalistes chinois de se retourner contre leurs anciens partenaires, précipitant la guerre civile chinoise.

## Révolutions non-communistes

### Grèce
La Grèce fut le creuset de plusieurs guerres revanchardes dans les années précédant la Première Guerre mondiale. Les divisions des élites politiques atteignirent un sommet à l'entrée dans le plus grand conflit contre son ennemi historique, l'Empire ottoman. Au cours de ce qu'on appellera le schisme national, un mouvement nationaliste, libéral et pro-Puissances de l’Entente, dirigé par Elefthérios Venizélos lutta avec la monarchie pour le pouvoir. Dans les années qui suivirent, le nouveau pouvoir mena la guerre gréco-turque (1919-1922) et poursuivit la reconquête territoriale irrédentiste dans une longue suite de guerres de libération nationale.

### Irlande
En Irlande, alors dirigée par le Royaume-Uni, l'insurrection sécessionniste de Pâques 1916, qui allait anticiper la future guerre d'indépendance irlandaise (1919-1921), se situait dans la même période historique que cette première vague de la révolution communiste. Le mouvement républicain irlandais de l'époque était essentiellement nationaliste et populiste, et même s’il avait eu des positions de gauche et incluait des socialistes et des communistes, il n'était pas communiste. Les républiques soviétiques et irlandaise néanmoins trouvèrent un terrain d'entente dans leur opposition aux intérêts britanniques, et établirent des relations commerciales.
Par ailleurs, la période révolutionnaire irlandaise voit se développer de 1919 à 1923 un mouvement ouvrier offensif, celui des « Soviets irlandais ». Influencé par l'onde de choc révolutionnaire venue de Russie, il se caractérise par l'occupation des lieux de travail par les ouvriers et la mise en place en certain cas d'un modèle organisationnel alternatif à la propriété capitaliste des moyens de production basé sur l'autogestion par les ouvriers. Ce mouvement prolétarien, malgré son extension importante, ne parvient pas à passer le stade révolutionnaire, étouffé par la lutte politique entre républicains et britanniques.

### Mexique
La même chose était vraie de la révolution mexicaine (1910-1920), qui avait éclaté en 1910, mais avait dégénéré en affrontements entre factions parmi les rebelles dès 1915, alors que les forces les plus radicales d’Emiliano Zapata et de Pancho Villa perdaient du terrain face à la plus conservatrice « oligarchie de Sonoran » et à son armée constitutionnelle (es).
Les Félicistes (en), le dernier grand groupe de contre-révolutionnaires, abandonnèrent leur campagne armée en 1920, et les luttes de pouvoir intestines se calmèrent pour un temps après que le général révolutionnaire Álvaro Obregón avait soudoyé ou tué ses anciens alliés mais aussi rivaux. Mais la décennie suivante vit l'assassinat d’Obregón et de plusieurs autres, des tentatives avortées de coup d'État militaire et un soulèvement massif de la droite, la guerre des Cristeros, en raison de la persécution religieuse des catholiques romains.

### Égypte
La révolution égyptienne de 1919 était une révolution à l'échelle nationale dirigée contre l'occupation britannique de l'Égypte et du Soudan. Elle fut conduite par les Égyptiens et Soudanais de différents horizons de la vie à la suite de l'exil, ordonné par le Royaume-Uni, de Saad Zaghloul, leader révolutionnaire, et d'autres membres du parti Wafd en 1919. La révolution conduisit, en 1922, à la reconnaissance de l'indépendance égyptienne par la Grande-Bretagne, et la mise en œuvre d'une nouvelle constitution (ar) en 1923. La Grande-Bretagne, cependant, refusa de reconnaître la souveraineté égyptienne totale sur le Soudan, et de retirer ses forces de la zone du canal de Suez, des points qui contribuèrent à détériorer les relations anglo-égyptiennes dans les décennies qui précédèrent la révolution égyptienne de 1952.

### Révolutions communistes qui commencèrent en 1917-1924
- Révolution bolshevik - URSS (1917–1991)
- Guerre civile finlandaise (1918)
- Révolution allemande (1918–1919)
- République des conseils de Bavière (1919)
- République des conseils de Hongrie (1919)
- Biennio Rosso (1919–1920)
- Insurrection du 23 septembre 1923 (Bulgarie) (1923)
- République populaire mongole - Mongolie (1924–1992)

### Contre-révolutions contre l'URSS qui commencèrent en 1917-1921
- Armées blanches (1917–1923)
- Révolte des socialistes révolutionnaires de gauche (1918)
- République populaire du Kouban (1918–1920)
- République montagnarde du Nord-Caucase (1917–1920)
- République démocratique de Géorgie (1918–1921)
- République démocratique d'Arménie (1918–1920)
- République démocratique d'Azerbaïdjan (1918–1920)
- Soulèvements de gauche contre les Bolcheviks (1918–1922)
- Armée révolutionnaire insurrectionnelle ukrainienne (1918–1922)
- Révolte de Tambov (1920–1921)
- Révolte de Kronstadt (1921)

### Contre-contre-révolutions soviétiques qui commencèrent en 1918-1919
- Guerre civile russe (1917–1923)
- Terreur rouge (1918)
- Guerre soviéto-polonaise (1919–1921)